# Diecéze Ægæ
Diecéze Ægæ je titulární diecéze římskokatolické církve.

## Historie
Ægæ, ztotožnitelné s městem Nemrud-Kalesi v dnešním Turecku, je starobylé biskupské sídlo nacházející se v římské provincii Asia I.. Bylo součástí konstantinopolského patriarchátu a sufragánnou arcidiecéze Efez.
Prvním známým biskupem je Theodorus, který je spojen s příběhem svatých Sedmispáčů.
Autor jménem Lequien připisuje k tomuto sídlu i biskupa Stephana, který se roku 431 zúčastnil efezského koncilu.
Prvním historicky doloženým biskupem je Cyriacus, který se zúčastnil Druhého efezského koncilu (449) a chalkedonského koncilu (451).
Dnes je využívána jako titulární biskupské sídlo; v současnosti nemá svého titulárního biskupa.

## Seznam biskupů
- Stephanus ? (zmíněn roku 431)
- Theodorus (před 408 – po 449)
- Cyriacus (před 449 – po 451)
- Rufinus (zmíněn roku 459)
- Neznámý (zmíněn roku 787)
- Menas (zmíněn roku 879)
- Ioannes (zmíněn roku 1167)
- Georgius (zmíněn roku 1230)

## Seznam titulárních biskupů
- Giorgio Georgi, O.E.S.A. (1394–1396)
- Jakub Stefan Augustynowicz (1737–1751)
- Jean-Baptiste-Marie Bron (1754–1775)
- Michel Joseph de Laulanhier (1776–1789)
- Giovanni Maria Bisignani (1824–1855)
- Francisco Orueta y Castrillón, C.O. (1855–1859)
- Francesco Domenico Raynaud (Reynaudi), O.F.M.Cap. (1867–1885)
- Gérard-Marie Coderre (1951–1955)
- Marius Paré (1956–1961)
- Cornélio Chizzini, F.D.P. (1962–1978)